# 滋賀県道179号山松尾線
滋賀県道179号山松尾線（しがけんどう179ごう やままつおせん）は、滋賀県甲賀市を通る一般県道である。

## 概要
甲賀市水口町山から甲賀市水口町松尾に至る。

### 路線データ
- 起点：甲賀市水口町山（滋賀県道178号泉日野線交点）
- 終点：甲賀市水口町松尾（滋賀県道180号増田水口線交点）
- 総延長：2.7 km

## 路線状況

### 道路施設

#### 橋梁
- 城ケ峰橋（思川、甲賀市）

## 地理

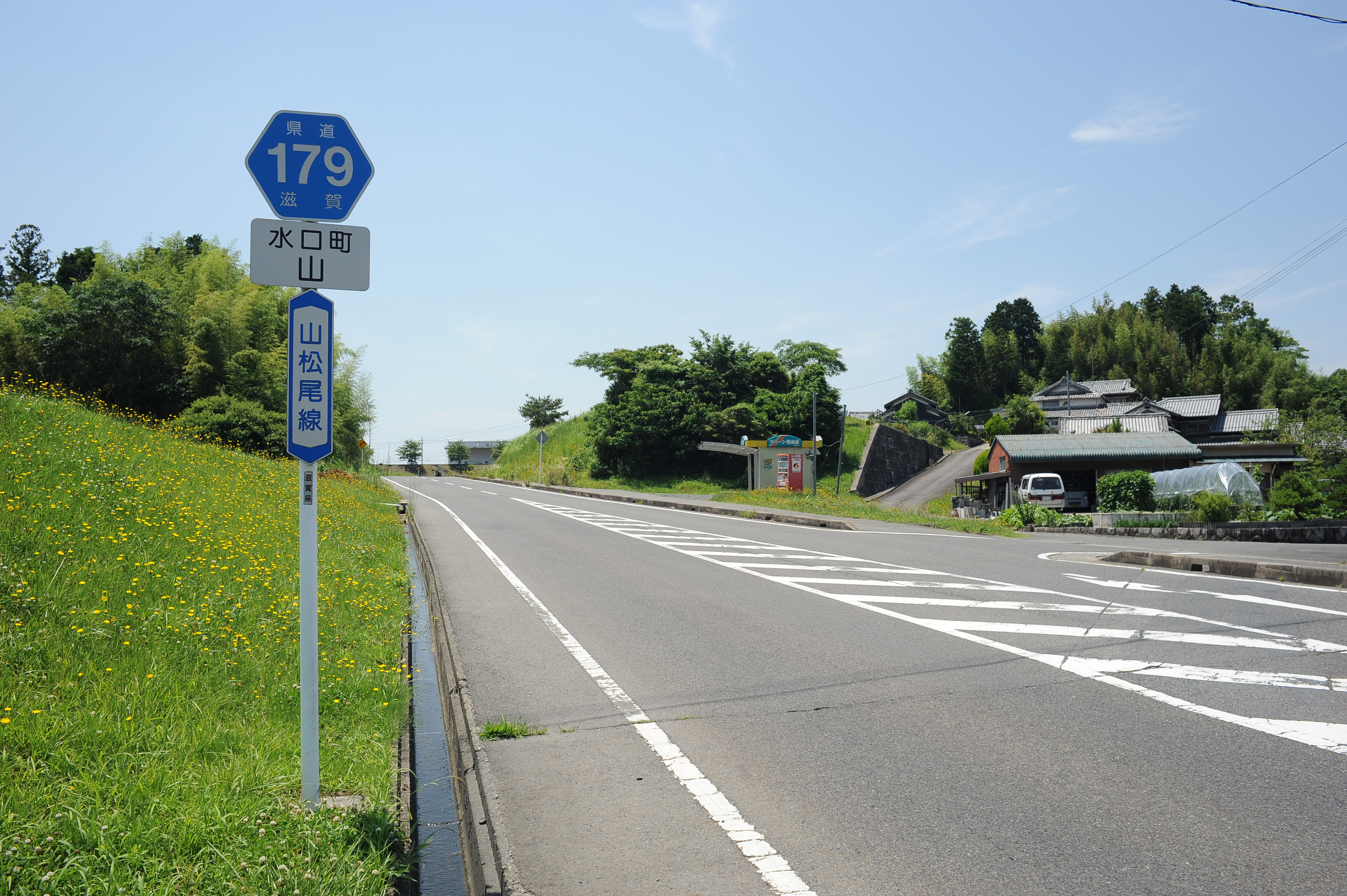
甲賀市水口町山

### 通過する自治体
- 滋賀県
  - 甲賀市

### 交差する道路
| 交差する道路            | 交差する場所 | 交差する場所 |
| ----------------------- | ------------ | ------------ |
| 滋賀県道178号泉日野線   | 水口町山     | 起点         |
| 滋賀県道537号山名坂線   | 水口町山     | 山交差点     |
| 滋賀県道180号増田水口線 | 水口町松尾   | 終点         |

### 沿線
- 玉壷寺